# Григорий Попдимитров
Григорий Попдимитров Димчев (изписване до 1945 година: Григорий попъ Димитровъ) е български духовник, деец на късното Българско възраждане в края на XIX – началото на XX век, един от водачите на българското просветно и църковно дело в Македония и Одринска Тракия.

## Биография

### Учител
Роден е на 26 май 1864 година в тиквешкия град Неготино, тогава в Османската империя, днес в Северна Македония, със светското име Григор в семейството на свещеник Димитър Димчев. Начално образовани получава в Неготино. В 1880/1881 година завършва II клас в българското второкласно училище в Солун при Христо Бучков и Кузман Шапкарев. В 1882/1883 и 1884/1885 година завършва III и IV клас на откритата в 1881/1882 година Солунска българска мъжка гимназия. След това става учител във двукласното смесено българско училище във Велес, където преподава две години със заплата 17 3/4 турски лири първата и 20 турски лири втората година. Със спестените пари може да си плаща пансиона в Солун и повторно постъпва в Солунската гимназия в 1887/1888 година. В 1888 година завършва VII клас на гимназията с третия випуск.
След завършването си става учител и преподава в много населени места в Македония. В 1888/1889 година е главен учител на училището на българската община в Лерин, където през март 1889 година е завършен българският параклис „Свети Пантелеймон“. В 1889/1890 година е главен български учител в Костур, където въпреки разправиите между членовете на Костурската българска община и председателя ѝ Григорий Бейдов е открито българско двукласно училище. От учебната 1890/1891 до 1893/1894 година включително е главен учител в еднокласното училище на българската община в Гумендже. В 1894/1895 година е главен учител в еднокласното училище на българската община в Кавадарци, а на следната 1895/1896 година е главен учител в двукласното училище на българската община в Енидже Вардар. От 1896/1897 до 1900/1901 учебна година включително е главен учител на двукласното, а впоследствие трикласно смесено училище в Лерин.
В учебната 1901/1902 година е главен учител на училището на българската община в Кочани, а в учебната 1902/1903 учебна година е главен учител на двукласното смесено училище на българската община в Куманово.

### Духовник в Македония и Тракия
На 1 март по покана на екзарх Йосиф I Български заминава за Цариград, където на 9 март 1903 година в катедралата „Свети Стефан“ епископ Неофит Браницки го ръкополага за свещеник. На 1 април 1903 година е назначен от Екзархията за председател на българската община и архиерейски наместник в Костур. Пристига в Костур с жена си и трите си деца на 14 април 1903 година, няколко дена преди Солунските атентати. В Костур, предимно гръцки, турски и еврейски град, работи за утвърждаване на българщината и спирането на гръцката пропаганда. Илинденско-Преображенското въстание от лятото на 1903 година разстройва българското учебно дело в града и околията, като българските училища са затворени. Самият отец Григорий се укрива у сарафите евреи Аврам и Манехето, за да не бъде убит от развилнелите се турски тълпи.
След въстанието постепенно отец Григорий възстановява българското църковно и просветното дело и в много от 60-те български села в Костурско се откриват нови български църкви и нови български училища. През зимата на 1904 година открива 15-дневен курс в сградата на българската община в Костур за опресняване на знанието на църковния ред и служба на 8–10 свещеници от 10–15 села Костенарията и Нестрамкол, които току-що са се отказали от Патриаршията и са преминали под ведомството на Екзархията. На два пъти гръцки агенти се опитват да го убият.
През първата половина на юни 1905 година инспекторът Хилми паша му заповядва да замине за Битоля, където го задържа до началото на септември, поради станалите в последните месеци убийства между българи и гърци в Костурско, и на 10 септември 1905 година Екзархията го заменя в Костур.
На 15 септември 1905 година е назначен за председател на Кавадарската българска община, част от българската Струмишка епархия, и заема поста до 1 март 1907 година. В Кавадарци е напълно признат от властите и като редовен член с право на глас присъства на заседанията на околийския съвет при каймакамина.
От 1 март 1907 до 1 юли 1909 година е председател на Лозенградската българска община и управляващ Лозенградската епархия, която е отделена от Одринската и включва околиите Лозенградска, Малкотърновска, Люлебургаска, Визенска. На 8 септември 1908 година в катедралата „Свети Стефан“ в Цариград е произведен в чин свещеноиконом от митрополит Герасим Струмишки.
На 1 август 1909 година е назначен за председател на Дойранската българска община, а от 1910 година е и архиерейски наместник, когато по наредба на Екзархията всички общини в Македония започват да се управляват от съответния епархийски център, в случая Солун. Като архиерейски наместник в Дойран Попдимитров успява да върне на българите градската църква „Свети Илия“, предадена след Младотурската революция в 1908 година на гъркоманите. През февруари 1911 година българската община по силата на правителствена заповед на основание на султанско ираде, като представляваща мнозинство в града – 350 къщи, влиза във владение на църквата. Църквата в голяма степен е спечелена от българите, тъй като каймакаминът е тиквешки помак, съгражданин на отец Григорий. До получаването на църквата българите се черкуват в отделен параклис „Св. св. Кирил и Методий“, създаден в 1887/1888 година в отделна къща близо до Дойранското езеро. По време на управлението му в Дойран на 29 август 1912 година в града става бомбен атентат с 30 души убити и ранени турци и един българин на пазара под двата големи чинара на града, близо до езерото.
На 17 септември 1912 година през Солун заминава за Куманово, където е назначен за председател на общината, но стига само до Скопие, където го заварва съобщението за избухването на Балканската война. След разгрома на османците в Кумановската битка, успява да отиде до Неготино и оттам пеша стига обратно в Дойран при семейството си. В окупирания от българските войски Дойран свещеноиконом Григорий заедно с новия председател на общината йеромонах Борис през ноември 1912 година заедно с гарнизонния началник полковник Михаил Михайловски и цялото население посреща в града княз Борис Търновски, княз Кирил Преславски и генерал Тодоров. Заедно с йеромонах Борис и духовенството отслужва в „Свети Илия“ първия молебен в Македония „за здравето и дългоденствието на цар Фердинанд I Български, на престолонаследника и на целия царски дом, както и за успеха на българското войнство за окончателното освобождение на целия български народ в Македония и Тракия“.
В края на декември 1912 година свещеноиконом Григорий прави втори опит да заеме поста си председател на Кумановската българска община, но е задържан от сръбските власти в Скопие и не му е позволено да замине за окупирания от сръбски части Куманово, защото „там нямало българи“.
През януари 1913 година свещеноиконом Григорий става архиерейски наместник във вече освободения Кукуш и остава там до унищожаването на града от гърците през Междусъюзническата война. На 20 юни с жена си, майка си и трите си деца напуска без никакво имущество града и на 1 юли пристигат в София. По пътя на 26 юни в Горна Джумая умира майка му презвитела Саломония.

### Духовник в София
В София служи като свещеник в Софийската епархия. От 1 август до 1 септември 1913 година е певец в храма „Света София“. След това от 1 септември до 5 октомври е временен енорийски свещеник в Цариброд. От 19 октомври 1913 до 1 май 1915 година е градски свещеник в гробищнасат църква „Успение Богородично“ в София. От 14 октомври 1915 до 1 август 1917 година завежда временно без заплата енорията „Свети Никола“ в Дупница. След това е свещеник в параклиса „Св. св. Петър и Павел“ в Централния затвор от 1 декември 1917 до 31 юни 1921 година. Едновременно с това е и помощник енорийски свещеник при „Света София“ от 20 декември 1918 година до 12 ноември 1921 година. В 1917 и 1918 година е счетоводител на Софийската епархийска свещоливница, а в 1919 година е и помощник-администратор на списанието „Народен страж“, издание на Софийската митрополия, редактирано от Иван Снегаров, а по-късно от отец Михаил Химитлийски. На 12 ноември 1921 година управляващият Софийската епархия митрополит Неофит Видински го назначава за свещник при храма „Свети Николай Стари“. На 19 декември 1935 година е преместен в бившата руска църква „Свети Николай“ на булевард „Цар Освободител“, тъй като първата църква „Свети Николай“ на улица „Цар Калоян“ е дадена на руската емиграция. Там престоява до 15 юли 1938 година.
Членува в Илинденската организация. В 1921 година македонската емиграция в София го избира за църковен представител на Струмишката епархия за църковно-народния събор, който започва да заседава на 1 януари 1922 година в Народното събрание и продължава до юни за изменение на екзархийския устав. Участва като делегат от Тиквешкото благотворително братство в обединителния конгрес на Македонската федеративна организация и Съюза на македонските емигрантски организации от януари 1923 година.
Иконом Григор Попдимитров умира на 21 декември 1941 година.